# 察剌孩领忽
察剌孩领忽（?—?），一作察剌哈宁昆、察剌合领昆，蒙古海都汗的次子，古代蒙古部贵族首领。
察剌孩是名字，领忽为官职。当时，蒙古臣属于契丹辽国，被封为“令稳”（即汉语的令公、辽朝授予小部族下设官职），蒙古语讹为“领忽”。传至想昆必勒格、俺巴孩时，别立为泰赤乌部，他被奉为泰赤乌部始祖。察剌孩的大哥拜姓忽兒死后，妻子依俗嫁给了察剌孩领忽，生有一个儿子，名为别速歹，其后裔繁衍成别速惕部。另有儿子坚都赤那（赤那思祖先）、玉烈克勤赤那。